# چلسی چارمز
چلسی چارمز (انگلیسی: Chelsea Charms؛ زادهٔ ۷ مارس ۱۹۷۶) یک مدل و استریپر اهل ایالات متحده آمریکا است.